# Klanjec
Klanjec je grad u Hrvatskoj. Nalazi se u Hrvatskom zagorju u Krapinsko-zagorskoj županiji. Prema popisu iz 2001. godine u gradu je živjelo 3234 stanovnika.

## Gradska naselja
Grad se sastoji od 19 naselja, to su: Bobovec Tomaševečki, Bratovski Vrh, Cesarska Ves, Dol Klanječki, Florijan, Goljak Klanječki, Gorkovec, Gredice, Klanjec, Ledine Klanječke, Lepoglavec, Letovčan Novodvorski, Letovčan Tomaševečki, Lučelnica Tomaševečka, Mihanovićev Dol, Novi Dvori Klanječki, Police, Rakovec Tomaševečki i Tomaševec.

## Zemljopis
Klanjec je smješten u zapadnom dijelu Hrvatskog zagorja, na obroncima 511 m visoke Cesarske gore, uz hrvatsko-slovensku granicu na rijeci Sutli. Gradić je pedesetak kilometara udaljen od Zagreba i u neposrednoj je blizini Tuheljskih Toplica i Zelenjaka gdje se nalazi spomenik hrvatskoj himni.

## Stanovništvo
| broj stanovnika | 3006  | 3163  | 3329  | 3730  | 3969  | 4153  | 3954  | 4129  | 4221  | 4225  | 3813  | 3806  | 3681  | 3537  | 3234  | 2915  | 2548  |
|                 | 1857. | 1869. | 1880. | 1890. | 1900. | 1910. | 1921. | 1931. | 1948. | 1953. | 1961. | 1971. | 1981. | 1991. | 2001. | 2011. | 2021. |

| broj stanovnika | 501   | 527   | 548   | 617   | 642   | 658   | 531   | 574   | 498   | 545   | 514   | 563   | 563   | 614   | 562   | 567   | 506   |
|                 | 1857. | 1869. | 1880. | 1890. | 1900. | 1910. | 1921. | 1931. | 1948. | 1953. | 1961. | 1971. | 1981. | 1991. | 2001. | 2011. | 2021. |

## Uprava
Gradonačelnici: 
• Zlatko Brlek (2013. – danas) 

• Željko Kolar (2009. – 2013.) 

Godine 1993. Klanjec novim zakonom o lokalnoj samoupravi dobiva status općine, a 1997. godine status grada. 

Prvi načelnik općine 1993. – 1994. postaje Tomislav Žibrat a zamjenjuje ga 1994. Nedjeljko Babić koji 1997. godine postaje prvi gradonačelnik grada Klanjca.

## Gospodarstvo
Klanjec je od davnina bio jako obrtničko središte, a danas uz brojne obrtnike djeluju i tvrtke kao što su Predionica Klanjec, Mesnice Borošak, Vodoprivreda – Zagorje, Gorup, Splendor tekstil i druge manje tvrtke na području grada.

## Promet
Prije su vozili vlakovi na relaciji Zagreb – Celje kroz Klanjec. Ukinuće željezničke pruge kroz Klanjec i slabe prometne veze pogodile su Klanjec. Željeznički kolodvor u Klanjcu je već puno godina napušten.

## Poznate osobe
- Antun Augustinčić (hrvatski kipar)
- Ivan Broz (hrvatski jezikoslovac)
- Ćiril Metod Iveković (hrvatski arhitekt)
- Franjo Iveković (hrvatski jezikoslovac)
- Oton Iveković (hrvatski slikar)
- Antun Mihanović (hrvatski pjesnik i autor hrvatske himne)
- Marijan Gajšak, hrv. slikar, kipar, rkt. svećenik isusovac[4]

## Spomenici i znamenitosti
- Franjevački samostan i crkva navještenja BDM
- Galerija Antuna Augustinčića
- Cesargrad
- Novi Dvori Cesargradski
- Crkva sv. Florijana
- Spomen groblje na kojem su posljednje počivalište našli autor hrvatske himne Antun Mihanović, slikar Oton Iveković te hrvatski pripadnik pokreta otpora Krsto Iveković
- Veliko raspelo p. Marijana Gajšaka na klanječkom vidikovcu[4]
- Brojna raspela podignuta na raskršćima, uz puteve i zidovima kuća

## Obrazovanje
• Osnovna škola Antuna Mihanovića

## Kultura
• Galerija Antuna Augustinčića 

• Kulturni centar Klanjec 

• Gradska knjižnica i čitaonica "Antun Mihanović" 

## Šport
• NK Klanjec 

• ŽNK Klanjec 

• SD Predionica Klanjec 

• ŠRD Sutla Klanjec 

• HPD Cesargrad Klanjec 

## Unutarnje poveznice
- Kulturno-povijesna cjelina grada Klanjca, zaštićeno kulturno dobro

## Vanjske poveznice
- Službene stranice grada Klanjca
- Galerija Antuna Augustinčića